# Doug Richardson
Doug Richardson – amerykański scenarzysta i producent filmowy.
Jest także dziennikarzem i autorem zajmującym się sprawami obronnymi. Specjalizuje się w zagadnieniach związanych z lotnictwem, pociskami sterowanymi i elektroniką. Po zakończeniu udanej kariery inżyniera elektronika i specjalisty od zagadnień kosmicznych przeszedł do dziennikarstwa. Przed rozpoczęciem kariery niezależnego pisarza był redaktorem magazynów Flight International, Military Technology i Defense Material. Napisał wiele książek z serii Salamander takich jak The Illustrated Guide to Electronic Warfare (ilustrowany przewodnik po zagadnieniach wojny elektronicznej), The F-16 Fact File (Historia samolotu F-16), The AH-1 Fact File (Historia samolotu AH-1), An Illustrated Survey of the West's Modern Fighters (Ilustrowany przegląd najnowszych zachodnich samolotów myśliwskich) oraz Stealth Warplanes (Samoloty bojowe kategorii stealth).